# Association Sportive Cannes Volley-Ball 2011-2012 (maschile)
Questa voce raccoglie le informazioni riguardanti l'Association Sportive Cannes Volley-Ball nelle competizioni ufficiali della stagione 2011-2012.

## Organigramma societario
Area direttiva
- Presidente: François Mauro di Mauri

Area tecnica
- Allenatore: Laurent Tillie

## Rosa
| N° | Nome                   | Ruolo | Data di nascita   | Nazionalità sportiva |
| -- | ---------------------- | ----- | ----------------- | -------------------- |
| 1  | Cristian Bartha        | P     | 29 novembre 1985  | Romania              |
| 2  | Toafa Takaniko         | P     | 29 maggio 1985    | Francia              |
| 3  | Kévin Le Roux          | C     | 11 maggio 1989    | Francia              |
| 4  | Francis Nganga         | C     | 18 luglio 1984    | Francia              |
| 5  | Youssef Krou           | S     | 19 giugno 1989    | Francia              |
| 9  | Dmytro Pašyckyj        | C     | 28 novembre 1987  | Ucraina              |
| 10 | Pascal Ragondet        | L     | 10 agosto 1983    | Francia              |
| 11 | Didier Sali Hilé       | S     | 9 giugno 1991     | Camerun              |
| 12 | Thomas Lefebvre        | C     | 19 giugno 1992    | Francia              |
| 13 | Robert Tarr            | S     | 9 gennaio 1984    | Stati Uniti          |
| 14 | Nicholas Cundy         | S     | 14 settembre 1983 | Canada               |
| 15 | Sam Lebon              | S     | 21 marzo 1992     | Francia              |
| 16 | David-Patrick Feughouo | S/O   | 5 maggio 1989     | Camerun              |